# 新潟日報報道部長ツイッター中傷投稿事件
新潟日報報道部長ツイッター中傷投稿事件（にいがたにっぽうほうどうぶちょうツイッターちゅうしょうとうこうじけん）は、2015年11月23日に発覚した対レイシスト行動集団構成員である新潟日報社上越支社報道部長の坂本秀樹（以下からは「報道部長」と記述する。）による、政治家、新潟水俣病訴訟弁護団長の高島章弁護士や一般ユーザーへのTwitter（ツイッター）での誹謗中傷・脅迫事件。

## 概要
2011年3月に報道部長は新潟日報社の社内規定に反して無届けのまま匿名のツイッターアカウントを作成、投稿を開始した。2013年から意見の異なる人々に対して人権侵害につながる表現や差別的な内容を含む投稿を繰り返すようになった。プロフィールに『レイシスト、ファシスト排除！戦争法をぶっ潰せ!安倍はやめろ！自民党は民主主義の敵！日本に本当の民主主義を！』と明記していた。
報道部長は、2015年から水俣病訴訟弁護団長の高島章弁護士を中傷するようになった。中傷された高島弁護士は、報道部長がツイッター上で好意をよせていた学生団体SEALDsの活動に批判的な人物であった。報道部長が所属する対レイシスト行動集団についても、「反対派を暴力で叩きのめすという手法は民主主義の原則に反する」として、かねてより批判していた。この他にも、自由民主党の衆議院議員である高市早苗（当時総務大臣）に対して「所属政党 ナチス」、稲田朋美（当時同党政務調査会長）に対して「英霊の慰安婦」など、現職の閣僚や政党幹部に対しても中傷を行った。
11月1日、報道部長と同じく対レイシスト行動集団メンバーであった情報セキュリティ会社F-Secureの社員がFacebookで漫画家のはすみとしこが公開した作品に『いいね』を押したユーザーの個人情報を収集して、400人以上の氏名や勤務先をまとめた『はすみリスト』と呼ばれる文書を作成し、ネット上で公開するという事件が起きた。この行為について弁護士が、適法であっても将来的にはプライバシーの侵害に抵触する可能性を有するとしてツイッターで否定的な発言をしたところ、報道部長が適法なので許容する立場であることを譲らなかった。この際、将来性を考慮した発言によって弁護士が報道部長を論駁したため、逆恨みされるようになったのではないかと高島弁護士は推測している。

## 投稿者の特定と事件表面化
ネット上において本件投稿者が新潟日報社幹部ではないかとの指摘があり、高島弁護士が新潟日報社に問い合わせ、教示された肩書きと電話番号の一部をTwitterでつぶやいたところ、報道部長本人から11月23日13時頃に高島弁護士あて電話があり、投稿者が特定された。報道部長はこの電話で謝罪し、これに対して高島弁護士は、「貴方は新潟日報の役職者であり、公人である。あなたの言動はパブリックフォーラムにおける非難をまぬかれない。」と述べた。これを受け報道部長は匿名アカウントに謝罪文を投稿した。11月25日に「これまで、私の誹謗中傷や汚いツイートで傷つかれたすべての方に心よりお詫び申し上げます。本当に申し訳ありませんでした。」などとツイートした。11月27日にこの謝罪投稿以外の報道部長のツイートの多くが削除された。
Twitter社およびFacebook社に対する開示請求で日本第1号事案を担当した清水陽平弁護士は、本件の特定方法について高島弁護士の勘と行動力に基づくもので、一歩間違えると名誉棄損になりかねない方法なので一般化はできないと指摘している。

## 事件表面化後の高島章弁護士の対処
被害を受けた高島弁護士は共同通信の取材に対して、「言論人として言ってはいけないことだ」と表明するとともに、毎日新聞社の取材に対して「許される範囲を超えている。匿名投稿は自身の言動へのチェックを失うので恐ろしいことである」という旨を述べ、地元のニュースサイト「上越タウンジャーナル」の取材に対し「単なる揶揄や罵倒の域をはるか超える人間性そのものを否定するような言葉が、メディアに携わる公人から発せられていたことに衝撃を受けた」と事件について語っている。

被害に遭った原因については、J-CASTニュースの取材に対し、直接のきっかけは不明としつつも2015年11月3日、Facebook上で漫画家のはすみとしこのイラストを評価した人物に関する氏名、居住地等の個人情報をF-Secureの職員がインターネット上に公開した事件について、自身のTwitterから「批判的な内容の投稿をしたからではないか」と述べている。

## 事件発覚後の新潟日報社の対応
新潟日報社は11月24日、編集局幹部が当該報道部長を伴って中傷された高島弁護士の事務所にて「酒に酔っていた、仕事のストレスがあった」と説明した上で謝罪した。
11月25日に新潟日報社ホームページ上で報道部長が高島弁護士への中傷の書きこみを行った事実を公表した。同社は「報道部長の言動に対して新聞人としてあってはならない行為である」と定義した上で、報道部長の役職を解任して11月25日付で懲戒休職処分（無期限無給）とし、経営管理本部付とする人事発表を行った。
11月27日に新潟日報朝刊や公式ウェブページに桑山稔取締役経営管理本部長によるお詫びのコメントと報道部長の処分を発表し、当該報道部長一個人ではなく全社員を対象としたSNS運用に関する研修をすると表明した。
同年12月1日、新潟日報代表取締役社長小田敏三名で日報政経懇話会会員へ謝罪の手紙を送り「新聞人としてあってはならない行為であり、関係の皆様に大変なご心配をおかけすることになり、深くおわび申し上げます」「この不祥事に関連してご懸念や不快に思われる事案などがありましたらご指摘いただければ幸いです」となどと綴った。しかし社長名による一般読者向けの謝罪はなされなかった。
この報道部長は翌2016年3月31日付で新潟日報社を退職した。

## 事件への批評

### メディアの反応
産経新聞は、原因は飲酒ではなく政治思想であると報じている。
財界にいがたは新潟県民に大きな衝撃を与えたと報じ、報道部長の個人的な思想を問題とすることよりも「「社会の木鐸」を標榜する新聞社の幹部であったという点にこそ検証のメスが入れられるべきではないか」と批評している。

### 個人の反応
健康社会学者の河合薫も、報道部長が釈明として飲酒による判断能力の低下や職場のストレスを理由としたことについて、ストレスの専門家として「ストレスをナメンナよ！」「何よりも致命的なのは、活字の王様といわれる新聞社の50代の管理職ということ」だと批判している。評論家の古谷経衡も報道部長による釈明について「「酔っていた」と陳謝したが、過去のつぶやきを総覧すると、その釈明も怪しくなる。」と評するとともに、ツイッターにおける誹謗中傷を抑制することに画期的な解決方法はないが巻き込まれないようにするための自衛策として話題を限定することやツイッターを辞めるなどの対策を提起している。
福岡県行橋市議会の小坪慎也議員はiRONNAへの寄稿で、新潟日報社の対応について、異動程度で世論が納得するのであろうか、身内びいきで処分が甘すぎると評価している。特に問題なのは新聞社としての報道方針を決め得る立場である報道部長という職にあったことであるとしている。
ノンフィクションライターの降旗学も事件の一番の問題は報道部長がメディアを生業としてきたジャーナリストであり、ある組織に所属して活動した瞬間からジャーナリストではなく活動家として組織のスポークスマンになることであると指摘している。